# Sociální koheze
Sociální koheze nebo sociální soudržnost je sociologický pojem označující kapacitu společnosti k zajištění blahobytu všech jejich členů, bez opomíjení a za současné minimalizace nerovnosti mezi jednotlivými členy společnosti.

## Definice
Z novolatinského „cohaesio“ a francouzského „cohésion“ ve fyzice znamená soudržnost „sílu, která spojuje molekuly kapaliny nebo pevné látky“. Existují tedy různé způsoby, jak definovat skupinovou soudržnost, v závislosti na tom, jak vědci tento koncept pojímají. Většina vědců však definuje soudržnost jako závazek k úkolu a interpersonální přitažlivost ke skupině. 
Soudržnost lze konkrétněji definovat jako tendenci skupiny být v jednotě při práci na dosažení cíle nebo uspokojit emocionální potřeby svých členů. Tato definice zahrnuje důležité aspekty soudržnosti, včetně její multidimenzionality, dynamické povahy, instrumentální základny a emocionální dimenze. Jeho vícerozměrnost odkazuje na to, jak je soudržnost založena na mnoha faktorech. Jeho dynamická povaha odkazuje na to, jak se postupně mění v průběhu času ve své síle a formě od okamžiku, kdy se skupina vytvoří, až po rozpad skupiny. Jeho instrumentální základ odkazuje na to, jak se lidé spojují z nějakého důvodu, ať už z nějakého úkolu nebo ze sociálních důvodů. Jeho emoční dimenze odkazuje na to, jak je soudržnost příjemná pro členy skupiny. Tuto definici lze zobecnit na většinu skupin charakterizovaných výše definovanou definicí skupiny. Mezi tyto skupiny patří sportovní týmy, pracovní skupiny, vojenské jednotky, bratrské skupiny a sociální skupiny. Je však důležité poznamenat, že další vědci tvrdí, že soudržnost nelze zobecnit napříč mnoha skupinami. 

## Příčiny
Předpokládá se, že vazby, které spojují členy skupiny k sobě navzájem a k jejich skupině jako celku, se nevyvíjejí spontánně. V průběhu let sociální vědci vysvětlili fenomén skupinové soudržnosti různými způsoby. Někteří navrhli, že soudržnost mezi členy skupiny se vyvíjí ze zvýšeného pocitu sounáležitosti, týmové práce a mezilidské a skupinové přitažlivosti.
Přitažlivost, závazek k úkolu a skupinová hrdost také způsobují skupinovou soudržnost. Každá příčina je rozvedena níže.

### Přitažlivost
Festinger a kolegové (1951) navrhli teorii skupinové soudržnosti jako přitažlivost pro lidi, kteří mají ve skupině nejlepší péči, a přitažlivost pro skupinu jako celek. Lott a Lott (1965) tvrdili, že interpersonální přitažlivost ve skupině je dostatečná pro zohlednění soudržnosti skupiny. Jinými slovy, skupinová soudržnost existuje, když její členové mají vzájemné pozitivní pocity vůči sobě navzájem.
Pozdější teoretici (1992) napsali, že přitažlivost ke skupině jako celku způsobuje skupinovou soudržnost, koncept připomínající teorii sociální identity.  Podle Hogga je skupinová soudržnost založena na sociální přitažlivosti, která odkazuje na „přitažlivost mezi členy hlavní sociální skupiny“. : 100 Hogg vysvětluje, jak se skupinová soudržnost vyvíjí ze sociální přitažlivosti pomocí teorie vlastní kategorizace, podle které jednotlivci při pohledu na podobnosti a rozdíly ostatních mentálně kategorizujte sebe a ostatní jako součást skupiny, členy skupiny nebo jako součást skupiny, členové skupiny mimo skupinu. Z tohoto typu kategorizace se stereotypy skupiny stávají v mysli jednotlivce výraznějšími. To vede jednotlivce k myšlení a chování podle skupinových norem, což vede k přitažlivosti ke skupině jako celku. Tento proces je známý jako odosobnění vnímání sebe sama. V Hoggově teorii sociální přitažlivost odkazuje na zálibu v odosobněných charakteristikách, prototyp skupiny, který je odlišný od interpersonální přitažlivosti mezi jednotlivci ve skupině. Je také důležité si uvědomit, že soudržnost skupiny je více spojena s přitažlivostí skupiny než s přitažlivostí k jednotlivým členům.

### Skupinová hrdost
Teoretici se domnívají, že soudržnost skupiny je výsledkem hlubokého pocitu „We-Ness“ nebo příslušnosti ke skupině jako celku.  Nadšeným zapojením se do úsilí skupiny a rozpoznáním podobností mezi členy skupiny se skupina stává soudržnější. Skupinová hrdost vytváří pocit společenství, který posiluje pouta jednoty.

### Závazek úkolu
Sport (1984) a organizační teoretici (1995) zdůraznili, že závazek členů skupiny spolupracovat na dokončení společných úkolů a dosažení společných cílů vytváří soudržnost.  Členové skupin zaměřených na úkoly obvykle vykazují velkou vzájemnou závislost a často mají pocit odpovědnosti za výsledky skupiny. Vazby jednoty, které vznikají na základě společného úsilí členů dosáhnout společných cílů, jsou považovány za ukazatele skupinové soudržnosti. Závazek k úkolu měl významný a pozitivní vztah k výkonu, zatímco atraktivita skupiny a hrdost skupiny významně nesouvisely s výkonem.

## Faktory
Síly, které tlačí členy skupiny dohromady, mohou být pozitivní (odměny založené na skupinách) nebo negativní (věci ztracené při opuštění skupiny). Hlavními faktory, které ovlivňují soudržnost skupiny, jsou: podobnost členů,   velikost skupiny,  obtížnost vstupu,  úspěch skupiny  a vnější konkurence a hrozby.  Tyto faktory často fungují prostřednictvím posílení identifikace jednotlivců se skupinou, do které patří, a také s jejich vírou v to, jak může skupina splnit jejich osobní potřeby.

### Podobnost členů skupiny
Podobnost členů skupiny má různé vlivy na soudržnost skupiny v závislosti na tom, jak definovat tento koncept. Lott a Lott (1965), kteří označují interpersonální přitažlivost jako skupinovou soudržnost, vytvořili rozsáhlý přehled literatury a zjistili, že podobnosti jednotlivců v pozadí (např. Rasa, etnická příslušnost, povolání, věk), postoje, hodnoty a osobnostní rysy mají obecně pozitivní souvislost se skupinovou soudržností.
Na druhou stranu, z pohledu sociální přitažlivosti jako základu soudržnosti skupiny je podobnost mezi členy skupiny podnětem pro jednotlivce, aby kategorizovali sebe a ostatní do skupiny nebo skupiny outgroup . Z tohoto pohledu platí, že čím více prototypové podobnosti budou jednotlivci cítit mezi sebou a ostatními členy skupiny, tím silnější bude soudržnost skupiny.
Podobné pozadí navíc zvyšuje pravděpodobnost, že členové sdílejí podobné pohledy na různé problémy, včetně skupinových cílů, komunikačních metod a typu požadovaného vedení. Obecně platí, že vyšší shoda členů o pravidlech a normách skupiny vede k větší důvěře a méně nefunkčním konfliktům. To zase posiluje jak emocionální, tak soudržnost úkolů. [Citace potřebná]

### Obtížnost při vstupu
Obtížná vstupní kritéria nebo postupy pro skupinu mají tendenci ji prezentovat v exkluzivnějším světle. Čím elitnější je skupina vnímána, tím prestižnější je její členství [citace]. Jak ukazují disonanční studie provedené Aronsonem a Millsem (1959) a potvrzené Gerardem a Mathewsonem (1966), tento účinek může být způsoben snížením disonance (viz kognitivní disonance). Ke snížení disonance může dojít, když osoba podstoupila náročné zasvěcení do skupiny; pokud jsou některé aspekty skupiny nepříjemné, může daná osoba narušit své vnímání skupiny z důvodu obtížnosti vstupu. Hodnota skupiny se tedy zvyšuje v mysli člena skupiny.

### Velikost skupiny
Malé skupiny jsou soudržnější než velké skupiny. To je často způsobeno sociálním uvolňováním, teorií, která říká, že jednotliví členové skupiny ve skutečnosti vynaloží méně úsilí, protože věří, že ostatní členové to napraví. Bylo zjištěno, že sociální loafování je vyloučeno, když se členové skupiny domnívají, že jejich individuální výkony jsou identifikovatelné - mnohem více v menších skupinách.
V primatologii a antropologii jsou limity velikosti skupiny teoretizovány v souladu s Dunbarovým číslem.

## Důsledky
Skupinová soudržnost souvisí s řadou pozitivních a negativních důsledků. Jeho důsledky na motivaci, výkon, spokojenost člena, emoční přizpůsobení člena a tlaky, které člen pocítí, budou zkoumány v následujících částech.

### Motivace
Soudržnost a motivace členů týmu jsou klíčové faktory, které přispívají k výkonnosti společnosti. Díky rozvoji adaptability, vlastní hodnoty a růstu osobní motivace je každý člen schopen cítit sebevědomí a pokrok v týmu. Sociální loafing je méně častý, když v týmu panuje soudržnost; motivace každého člena týmu je podstatně větší.

### Výkon
Studie ukázaly, že soudržnost může způsobit výkon a že výkon může způsobit soudržnost.  Většina metaanalýz (studie, které shrnují výsledky mnoha studií) ukázaly, že existuje vztah mezi soudržností a výkonem.    To je případ, i když je soudržnost definována různými způsoby. Když je soudržnost definována jako přitažlivost, lépe souvisí s výkonem. Když je definován jako závazek úkolu, koreluje také s výkonem, i když v menší míře než soudržnost jako přitažlivost. Nebylo provedeno dostatek studií s kohezí definovanou jako skupinová hrdost. Obecně soudržnost definovaná všemi těmito způsoby souvisela pozitivně s výkonem.
Některé skupiny však mohou mít silnější vztah soudržnosti a výkonu než jiné. Menší skupiny mají lepší vztah soudržnosti a výkonu než větší skupiny. Carron (2002) shledal vztahy koheze a výkonu jako nejsilnější ve sportovních týmech a zařadil sílu vztahu v tomto pořadí (od nejsilnějších po nejslabší): sportovní týmy, vojenské oddíly, skupiny, které se formují za určitým účelem, skupiny v experimentálních podmínkách. Existují určité důkazy, že soudržnost může silněji souviset s výkonem pro skupiny, které mají vysoce vzájemně závislé role, než pro skupiny, ve kterých jsou členové nezávislí.
Pokud jde o skupinovou produktivitu, přitažlivost a skupinová hrdost nemusí stačit.  Abychom byli produktivní, je nutné mít závazek k úkolu. Skupiny s vysokými výkonnostními cíli byly navíc mimořádně produktivní.    
Je však důležité si uvědomit, že souvislost mezi soudržností a výkonem se může lišit v závislosti na povaze studované skupiny. Některé studie zaměřené na tento vztah vedly k odlišným výsledkům. Například studie provedená na souvislosti mezi soudržností a výkonem ve vládním oddělení sociálních služeb zjistila nízkou pozitivní asociaci mezi těmito dvěma proměnnými, zatímco samostatná studie skupin v dánské vojenské jednotce zjistila vysokou negativní asociaci mezi těmito dvěma proměnnými.

### Spokojenost členů
Studie ukázaly, že lidé v soudržných skupinách uváděli větší spokojenost než členové nekohezivní skupiny.   To je případ mnoha prostředí, včetně průmyslového, atletického a vzdělávacího prostředí. Členové soudržných skupin jsou také optimističtější a trpí méně sociálními problémy než ti v nesoudržných skupinách.
Jedna studie zahrnovala tým zedníků a tesařů pracujících na bytové výstavbě. [36] Prvních pět měsíců jejich nadřízený vytvořil skupiny, ve kterých měli pracovat. Tyto skupiny se v průběhu pěti měsíců měnily. To mělo pomoci mužům poznat každého, kdo pracuje na tomto vývojovém projektu, a přirozeně se objevily ti co si sedli a naopak. Experimentátor poté vytvořil soudržné skupiny seskupením lidí, kteří se měli rádi. Bylo zjištěno, že zedníci a tesaři byli spokojenější, když pracovali v soudržných skupinách. Podle citace jednoho z pracovníků „je práce zajímavější, když s vámi pracuje kamarád. Určitě se vám to líbí stejně mnohem lépe.“ : 183

### Emoční úprava
Lidé v soudržných skupinách mají lepší emoční přizpůsobení. Zejména lidé pociťují menší úzkost a napětí.  Bylo také zjištěno, že lidé lépe zvládají stres, když patří do soudržné skupiny. 
Jedna studie ukázala, že soudržnost jako závazek za úkol může zlepšit skupinové rozhodování, když je skupina ve stresu, více než když není ve stresu. Studie studovala čtyřicet šest tříčlenných týmů, z nichž každý stál před úkolem vybrat nejlepší místa pro těžbu ropy na základě informací, které jim byly poskytnuty. Studie manipulovala s tím, zda týmy mají vysokou nebo nízkou soudržnost a jak naléhavé je úkol provést. Studie zjistila, že týmy s nízkou soudržností a vysokou naléhavostí dosahovaly horších výsledků než týmy s vysokou soudržností a vysokou naléhavostí. To naznačuje, že soudržnost může zlepšit rozhodování ve skupině v době stresu.
Teorie připoutání rovněž tvrdí, že adolescenti s poruchami chování nemají úzké mezilidské vztahy nebo nemají povrchní vztahy. Mnoho studií zjistilo, že jedinec bez blízkých partnerských vztahů má v současné době i v pozdějším životě vyšší riziko problémů s emočním přizpůsobením.
I když lidé mohou v soudržných skupinách zažívat lepší emoce, mohou také čelit mnoha požadavkům na své emoce, například těm, které vyplývají z obětního beránka a nepřátelství. 

### Tlak na shodu
Lidé v soudržných skupinách mají větší tlak na přizpůsobení se než lidé v nesoudržných skupinách. Teorie groupthink naznačuje, že tlaky brání skupině v kritickém uvažování o rozhodnutích, která činí. Giordano (2003) navrhl, že je tomu tak proto, že lidé ve skupině často spolu interagují a vytvářejí mnoho příležitostí k ovlivnění. Je to také proto, že osoba ve skupině vnímá ostatní členy jako podobné sobě samým, a jsou tak ochotnější podstupovat tlaky na shodu. Dalším důvodem je to, že si lidé cení skupiny a jsou tak ochotnější podstupovat tlaky na udržování nebo zlepšování svých vztahů.
Protiprávní činnosti byly způsobeny tlaky na shodu uvnitř skupiny. Haynie (2001) zjistil, že míra, do jaké skupina přátel zapojených do nelegálních aktivit, předpovídá účast jednotlivce na nelegální činnosti. Stalo se tak i poté, co bylo kontrolováno předchozí chování jedince a byly zavedeny další kontroly. Navíc ti s přáteli, kteří se zapojili do nelegálních aktivit, se s největší pravděpodobností zapojili do nelegálních aktivit sami. Další studie zjistila, že adolescenti bez přátel neprováděli tolik nelegálních aktivit jako ti, co měl alespoň jednoho přítele. Jiné studie nalezly podobné výsledky.    

### Učení
Albert Lott a Bernice Lott zkoumali, jak skupinová soudržnost ovlivnila individuální učení. Chtěli vyzkoušet, zda by bylo lepší učení, kdyby děti studovaly s vrstevníky, kteří se jim líbili, než s těmi, co se jim nelíbili. Stupeň sympatie členů se předpokládal, že indikuje soudržnost skupiny. Zjistili, že děti s vysokým IQ si vedly lépe v testech učení, když se učily ve skupinách s vysokou soudržností než ve skupinách s nízkou soudržností. U dětí s nízkým IQ však činil faktor soudržnosti malý rozdíl. Přesto u dětí s nízkým IQ byla mírná tendence k lepším výkonům ve vysoce soudržných skupinách. Vědci věřili, že pokud děti budou pracovat s jinými studenty, které se jim líbí, budou mít větší šanci učit se více, než kdyby měly neutrální nebo negativní postoje ke skupině.

## Veřejná politika
Sociální soudržnost se stala důležitým tématem britské sociální politiky v období od nepokojů v britských severních mlýnských městech (Oldham, Bradford a Burnley) v létě 2001 (viz Oldhamova nepokoje, Bradfordova nepokoje, Burnleyova nepokoje). Při jejich vyšetřování akademik Ted Cantle ve velké míře čerpal z konceptu sociální soudržnosti a vláda New Labour (zejména pak ministr vnitra David Blunkett) tuto představu široce prosazovala. Jak Runnymede Trust uvedl ve svém „Roku soudržnosti“ v roce 2003:
„Pokud k slovu Runnymede v roce 2002 bylo přidáno klíčové slovo, pak je to soudržnost. Rok od zveřejnění zprávy Komise pro budoucnost multietnické Británie, zprávy Cantle, Denham, Clarke, Ouseley a Ritchie posunula soudržnost do popředí britské rasové debaty. “
Podle tematických zpráv o stavu anglických měst, které zadala vláda, existuje pět různých dimenzí sociální soudržnosti: materiální podmínky, pasivní vztahy, aktivní vztahy, solidarita, inkluze a rovnost.
Zpráva ukazuje, že materiální podmínky jsou zásadní pro sociální soudržnost, zejména zaměstnanost, příjem, zdraví, vzdělání a bydlení. Vztahy mezi komunitami i uvnitř nich trpí, když lidem chybí práce a snášejí strádání, dluh, úzkost, nízkou sebeúctu, špatné zdraví, špatné dovednosti a špatné životní podmínky. Tyto základní životní potřeby jsou základem silné sociální struktury a důležitých ukazatelů sociálního pokroku.
Druhým základním principem soudržnosti je sociální řád, bezpečnost a strach bez strachu nebo „pasivní sociální vztahy“. Tolerance a úcta k ostatním lidem spolu s mírem a bezpečností jsou charakteristickými znaky stabilní a harmonické městské společnosti.
Třetí dimenze se týká pozitivních interakcí, výměn a sítí mezi jednotlivci a komunitami nebo „aktivních sociálních vztahů“. Takové kontakty a spojení jsou potenciálními zdroji pro místa, protože nabízejí lidem a organizacím vzájemnou podporu, informace, důvěru a úvěr různého druhu.
Čtvrtá dimenze se týká rozsahu sociálního začlenění nebo integrace lidí do většinových institucí občanské společnosti. Zahrnuje také pocit sounáležitosti s městem a sílu sdílených zkušeností, identit a hodnot mezi lidmi z různých prostředí.
A konečně, sociální rovnost se týká úrovně spravedlnosti nebo nerovnosti v přístupu k příležitostem nebo hmotným okolnostem, jako je příjem, zdraví nebo kvalita života, v budoucích životních šancích. Ve snaze o sociální rovnost uprostřed měnící se povahy práce a budoucí nejistoty zpráva Světové banky z roku 2019 o světovém rozvoji vyzývá vlády, aby zvýšily investice do lidského kapitálu a rozšířily sociální ochranu.
Na společenské úrovni Albrekt Larsen definuje sociální soudržnost „jako přesvědčení - zastávané občany v daném národním státě -, že sdílejí morální společenství, které jim umožňuje vzájemnou důvěru“. Ve srovnávací studii USA, Velké Británie, Švédska a Dánska ukazuje, že vnímaná důvěryhodnost spoluobčanů je silně ovlivněna úrovní sociální nerovnosti a tím, jak jsou v hromadných sdělovacích prostředcích zastoupeny „chudé“ a „střední třídy“.
Analytici ratingové agentury Moody's rovněž zavedli možnost přidat sociální soudržnost jako formální rating do svých indexů státního dluhu.

## Zajištění sociální koheze
Pojem upírá pozornost na sociální blahobyt a pokládá harmonické a stabilní sociální vztahy za nedílnou součást hospodářského a sociálního vývoje a pokojného soužití. Klíčovým předmětem zájmu je míra, s jakou se lidé cítí zapojeni do společnosti, pociťují sounáležitost a spoluodpovědnost k souboru obecně přijímaných sociálních cílů a hodnot.

## Snižování sociální koheze
K faktorům, jež snižují míru sociální koheze v moderní společnosti, patří například zrychlující se sociální fragmentace vyvolaná postupující individualizací rizik, destruktivní působení globálních trhů (podle některých autorů), pokračující snižování významu střední třídy, fenomén suburbanizace nebo sociálně patologické jevy (například kriminalita) ve vyloučených lokalitách.